# مانوئل فرناندز مونیز
مانوئل فرناندز مونیز (به اسپانیایی: Manuel Fernández Muñiz) (زادهٔ ۹ مهٔ ۱۹۸۶) مشهور به مانو (Manu) یک بازیکن پیشن فوتبال و دروازه‌بان سابق  اهل اسپانیا است که در Marbella FC بازی می‌کرد.
از باشگاه‌هایی که در آن بازی کرده‌است می‌توان به رکریتیوو اوئلوا، اسپورتینگ گیخون، آلکورکون، دپورتیوو آلاوز، و دپورتیوو لاکرونیا اشاره کرد. فرناندز تا پیش از پیوستن به ماشین‌سازی، ۱۷ بازی در لا لیگا، ۱۰۷ بازی در لیگا ادلانته و ۱۲ بازی نیز در کوپا دل ری انجام داده بود. وی بعد از جواد نکونام که مستقیم از اوساسونا به استقلال تهران پیوست دومین بازیکنی است که به صورت مستقیم از لا لیگا به تیمی در لیگ برتر فوتبال ایران پیوسته است.
او همچنین در تیم‌های ملی ردهٔ پایهٔ اسپانیا نیز عضویت داشته است. مانو با تیم ملی زیر ۱۹ سال اسپانیا در رقابت‌های جام ملت‌های اروپا ۲۰۰۴ به مقام قهرمانی رسید. وی در جام جهانی زیر ۲۰ سال ۲۰۰۵ نیز حضور داشت.

## ماشین‌سازی

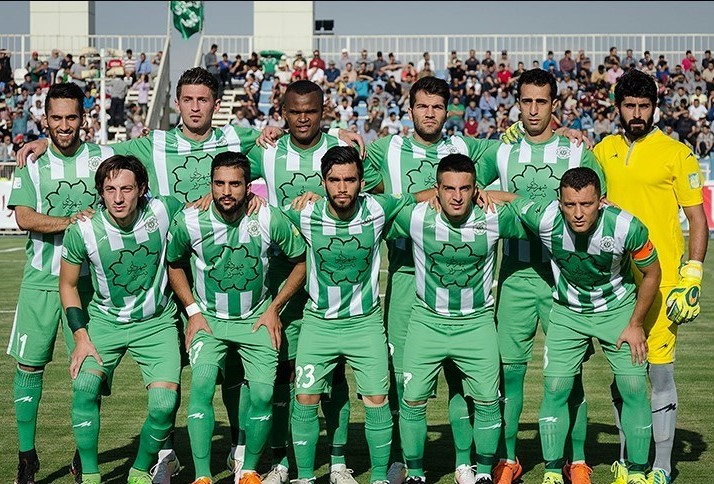
مانوئل فرناندز (نفر اول ایستاده از راست) در ترکیب تیم ماشین سازی تبریز.

مانوئل فرناندز مونیز در روز ۲۹ تیر ۱۳۹۵ هنگام ورود به شهر تبریز برای پیوستن به تیم ماشین سازی تبریز در فرودگاه بین‌المللی تبریز مورد استقبال هواداران این تیم قرار گرفت. وی در مصاحبه‌ای بیان داشت پیشتر از طریق جواد نکونام دربارهٔ مهمان نوازی ایرانیان و شهروندان تبریزی آگاهی داشته؛ اما هرگز انتظار نداشته با چنین استقبالی رو در رو شود. وی با امضای قرارداد یک ساله به ماشین سازان پیوست.

## افتخارات
- قهرمانی با تیم ملی زیر ۱۹ سال اسپانیا در جام ملت‌های زیر ۱۹ سال اروپا: ۲۰۰۴